# 天主教加利福尼亚的圣罗莎教区
天主教加利福尼亞的聖羅莎教區（拉丁語：Dioecesis Sanctae Rosae in California）是美國一個羅馬天主教教區。屬舊金山總教區。成立於1962年1月13日。
教區範圍包括加州西北部共六縣，教座位於州府聖荷西。2010年有教友169,567人、四十二個堂區、七十九名司鐸。現任主教為羅伯特·方濟·瓦薩。